# چاه نیمه

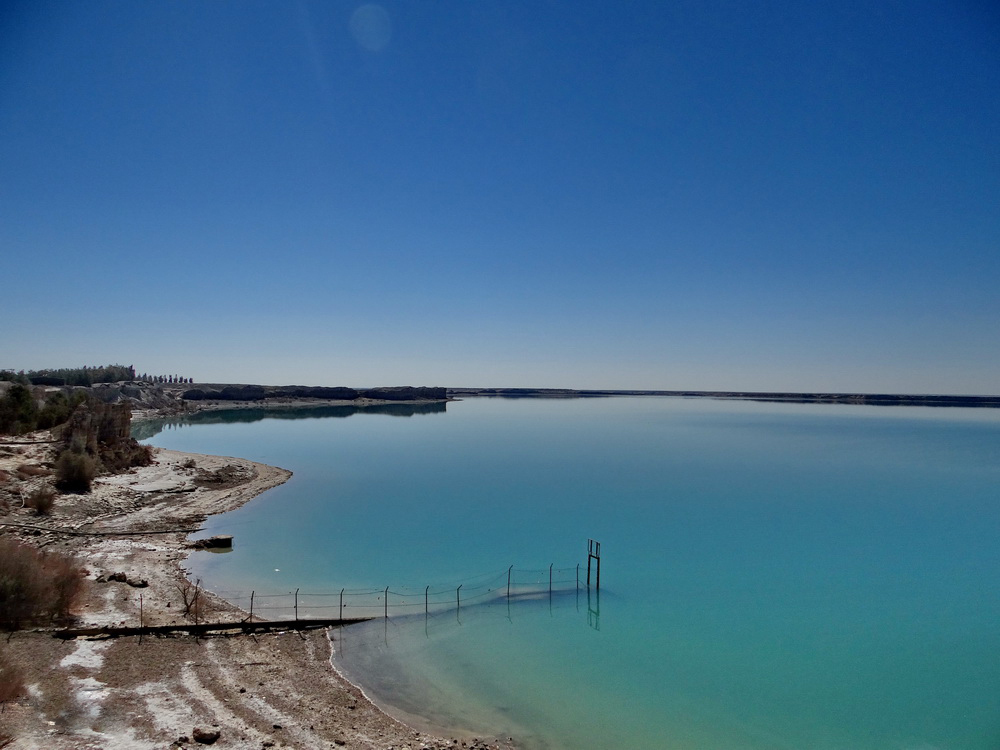
چاه نیمه

چاه نیمه، چهار چاله طبیعی بزرگ در ناحیه سیستان است که آب مازاد رودخانه هیرمند توسط کانالی به آن‌ها هدایت می‌شود. گنجایش این چاله‌ها حدود ۱٫۵ میلیارد متر مکعب است؛ بنابراین می‌توان گفت که گنجایش چاه نیمه در بهترین حالت حدود یک هفتم دریاچه هامون است.

## تاریخچه
چهار چاه‌نیمه‌ سیستان معمولا بعد از آبگیری دریاچه‌ هامون به تدریج با بالا آمدن آب دریاچه آبگیری می‌شدند. در همان سال اول بعد از ساخت سد کجکی (سال ۱۹۵۳ میلادی) در پایین دست و زابل بحران خشکسالی شدیدی ایجاد شد و مردم بسیاری از بی آبی و نبود حتی آب شرب آواره شدند. در علاج این بحران،زمانی که زمین‌های چهانیمه های ۱،۲،۳ متعلق به کربلایی غلامعلی خان نجفی از تجار و مالکان بنام سیستان و پدر عباس خان (پدر محبعلی خان مالک روستای نهور) احمد خان سلطانعلی خان محمدعلی خان حاجی خان شیرعلی خان غلامحسین خان و... بود مشاوران ژاپنی که بنا به درخواست حکومت رضا خان پهلوی برای حل بحران آب به سیستان آمده بودند بیان کردند باید آب در زمان جاری شدن جریان آب رود هیرمند ابتدا این چاله‌ها را پر کند که در آن‌ها نرخ تبخیر و نفوذ آب به زمین بسیار کمتر از خود دریاچه هامون است و بدین شکل حداقل ذخیره آب شرب مردم منطقه ذخیره شود.و پس از آنکه مراتب به ارزش چاه نیمه ها که در آن سال سراسر زیر کشت گندم بود برای ایشان بیان شد ایشان بخاطر منافع سیستان و مردم زمینها را بصورت رایگان با همه کشت و کارش در اختیار دولت قرار داد. در سال‌های بعد خط تامین آب شرب شهر زاهدان نیز از این چاه نیمه‌ها کشیده شد.

## مشخصات
در مواقع کم‌آبی، آب شرب و نیز قسمتی از آب کشاورزی منطقه سیستان از این دریاچه مصنوعی تأمین می‌شود. در حاشیه چاه نیمه، یک پارک جنگلی و باغ وحش احداث شده‌است.
حجم آب موجود در این دریاچه مصنوعی، با توجه به خشکسالی‌های متعدد در پانزده سال اخیر و جلوگیری افغانستان از ورود حقابه دریاچه هامون به سوی منطقه سیستان، کاهش یافته و سبب افزایش مخاطرات زیست‌محیطی در منطقه سیستان، شده‌است.
از سوی دیگر، در صورتی که آب ورودی از کشور افغانستان کماکان به صورت سیل وارد سیستان شود؛ مشکلات ناشی از آلودگی آب شرب نیز بر مخاطرات ناشی از خشکسالی ۱۵ ساله می‌افزاید.